# Renaissance Center
El Renaissance Center (también conocido como GM Renaissance Center y apodado RenCen) es un grupo de siete rascacielos interconectados en el Downtown Detroit, la ciudad más poblada del estado de Míchigan (Estados Unidos). Situado en el International Riverfront, el complejo Renaissance Center es propiedad de General Motors como su sede mundial. La torre central, el Detroit Marriott at the Renaissance Center, es el 
hotel más alto del hemisferio occidental, e incluye el restaurante en la azotea más grande, Coach Insignia. Ha sido el edificio más alto de Míchigan desde su construcción en 1977.
John Portman fue el principal arquitecto del diseño original. La primera fase construyó una roseta de cinco torres que se eleva desde una base común. Cuatro torres de 39 plantas alrededor del hotel de 73 plantas que se elevan desde un podio cuadrado que incluye un centro comercial, restaurantes, agencias de bolsa, bancos, un cine de cuatro pantallas y clubes privados. La primera frase abrió oficialmente en marzo de 1977. El diseño de Portman renovó la atención a la arquitectura de la ciudad, construyendo el hotel más alto del mundo en aquel tiempo. Dos torres adicionales de oficinas de 21 plantas (conocidas como Tower 500 y Tower 600) abrieron en 1981. Este tipo de complejo ha sido denominado una ciudad dentro de una ciudad.
En 2004, General Motors completó una renovación de 500 millones US$ del complejo de clase A como su sede mundial, que había adquirido en 1996. La renovación incluyó la adición de un atrio Wintergarden de cinco plantas, que proporciona acceso a la International Riverfront. Los arquitectos de la renovación incluyeron a Skidmore, Owings & Merrill, Gensler, SmithGroup, y Ghafari Associates. El trabajo continuó en el complejo y a su alrededor hasta 2005. Renaissance Center totaliza 5 552 000 pies cuadrados (515 800 m²), que lo hacen uno de los complejos de edificios más grandes del mundo.

## Historia
Concebido por Henry Ford II y financiado principalmente por la Ford Motor Company, el Renaissance Center se convirtió en el proyecto privado más grande de la historia con un coste anticipado en 1971 de 500 millones de dólares. El proyecto pretendía revitalizar la economía de Detroit. En su primer año de operación generó más de 1000 millones de dólares en crecimiento económico del centro.
En 1970, el presidente de la Ford Motor Company Henry Ford II se unió a otros líderes empresariales para formar Detroit Renaissance, una organización privada sin ánimo de lucro, que él lideró para estimular la actividad constructiva en la ciudad. El grupo anunció la primera fase de la construcción en 1971. Además, Detroit Renaissance contribuyó a una variedad de otros proyectos dentro del centro en las décadas posteriores. Henry Ford II vendió el concepto de RenCen a los líderes de la ciudad y la comunidad. El alcalde de Detroit Roman Gribbs promocionó el proyecto como una completa reconstrucción de puente a puente, refiriéndose a la zona entre el Puente Ambassador, que conecta Detroit con Windsor, Ontario, y el puente MacArthur, que conecta la ciudad con el parque Belle Isle.

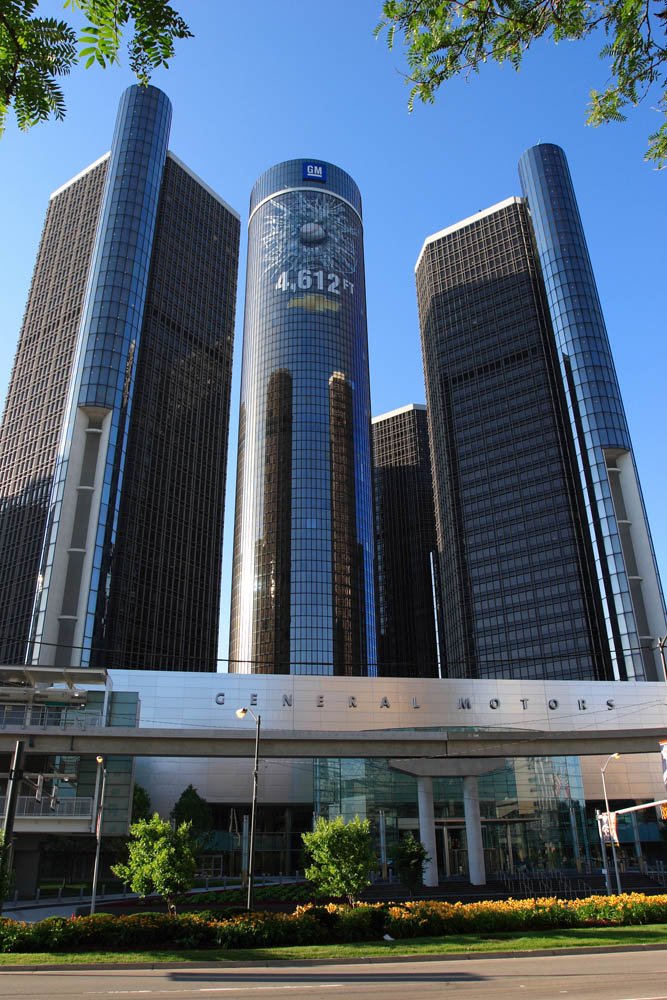
La sede mundial de General Motors.

La ciudad dentro de una ciudad se levantó. La primera torre del Renaissance Center abrió el 1 de julio de 1976. El arquitecto principal John Portman fue también el arquitecto del Westin Peachtree Plaza Hotel y el Peachtree Center en Atlanta, Georgia; el Embarcadero Center en San Francisco, California; y el Hotel Bonaventure en Los Ángeles, California. Para la Fase I, se cubrieron las fachadas de las primeras cinco torres con 2 000 000 pies cuadrados (186 000 m²) de cristal, y se usaron aproximadamente 310.000 m³ de hormigón. Estas cifras no incluyen el cristal adicional usado para los atrios.
La construcción de la Fase I del Renaissance Center costó 337 millones de dólares, empleando a 7.000 trabajadores. En 1977, la torre central del hotel del Renaissance Center, que abrió como el Western International Detroit Plaza, se convirtió en el hotel más alto del mundo, sobrepasando a su gemelo arquitectónico, el Hotel Peachtree Plaza en Atlanta (Western International Hotels se convirtieron en Westin en 1980). En 1986, lo que en la actualidad se llama Swissôtel The Stamford en Singapur lo sobrepasó. Desde 1986, la torre central del Renaissance Center ha ostentado la distinción del hotel más alto del hemisferio occidental.
El 15 de abril de 1977 Henry Ford II y el alcalde de Detroit Coleman Young descubrió una placa conmemorando a los inversores privados cuyos fondos hicieron possible el proyecto y, posteriormente, 650 líderes empresariales y sociales celebraron la dedicación formal del Renaissance Center. El dinero recaudado por los tickets de 300 dólares por pareja fueron a la Orquesta Sinfónica de Detroit. Cuando abrió, la torre cilíndrica central era originalmente el buque insignia de Westin Hotels. Las últimas tres plantas del hotel albergaban un restaurante de lujo, The Summit, que rotaba para permitir una vista de 360 grados. El centro commercial del podio albergaba originalmente boutiques, pero ahora contiene un mayor número de restaurantes.

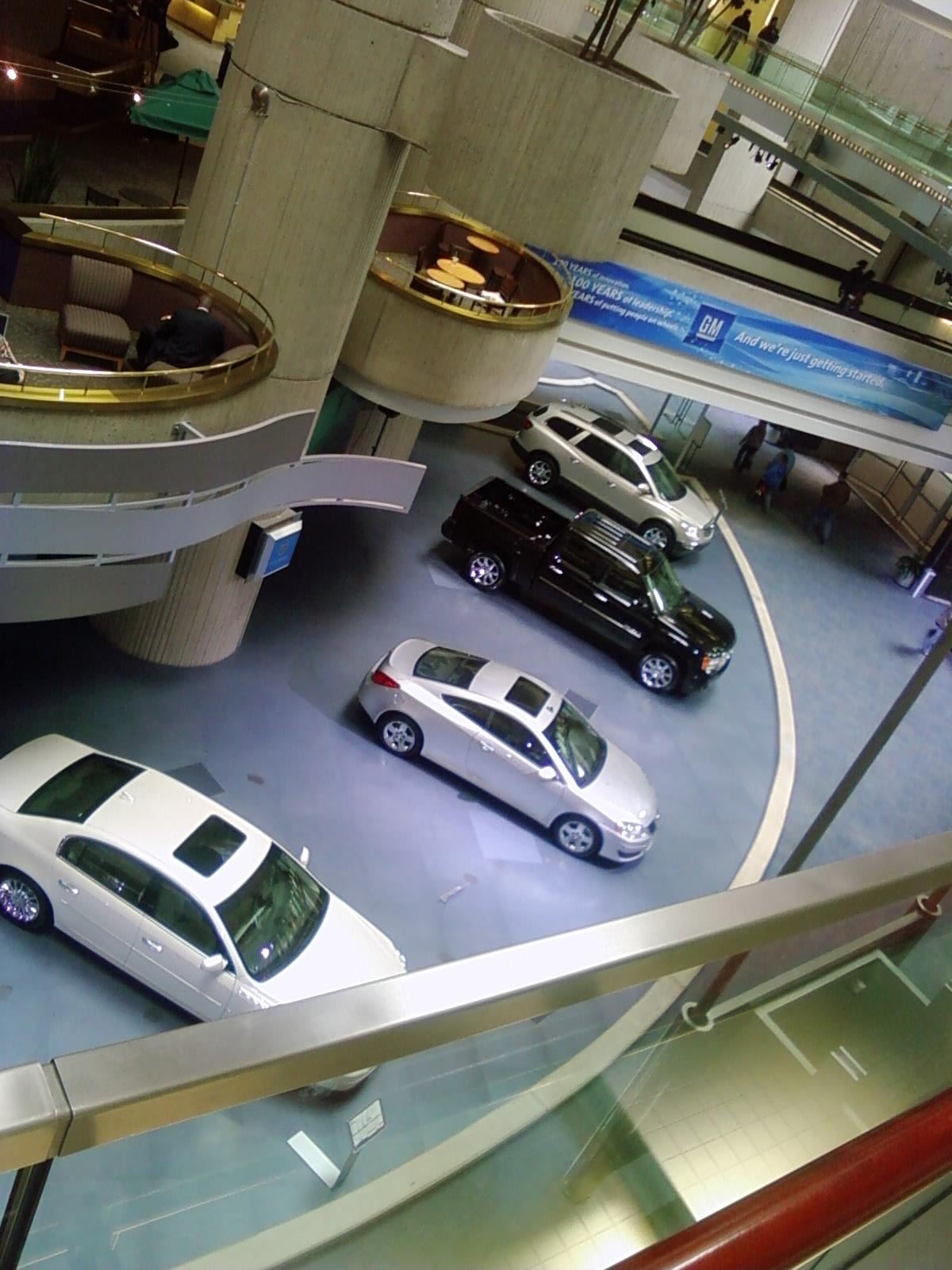
Exposición GM World dentro del Renaissance Center.

En 1980, Detroit albergó la Convención Nacional Republicana y el presidente nominado, Ronald Reagan, y el antiguo presidente, Gerald Ford, estuvieron en el Renaissance Center mientras asistían a la Convención.
Metro Detroit amplió el concepto de ciudad dentro de una ciudad con el cercano complejo de oficinas Southfield Town Center, con 2 200 000 pies cuadrados (200 000 m²) y cinco rascacielos dorados interconectados construidos entre 1975 y 1989. En los años siguientes, el Renaissance Center se encontraría competencia en el creciente mercado de oficinas en el extrarradio.
En 1987, tras muchos años de construcción, comenzó a funcionar la línea elevada del Detroit People Mover, con una parada en el Renaissance Center. Al principio, la Ford Motor Company había ocupado muchas oficinas en el edificio. En 1996, General Motors adquirió el complejo y trasladó su sede al Renaissance Center en el centro desde lo que ahora es el histórico complejo de oficinas estatal Cadillac Place en el distrito New Center, al noroeste del centro.
El diseño inicial del Renaissance Center se centraba en crear espacios interiores seguros, mientras que su diseño se expandió y se mejoró posteriormente, conectando con los espacios exteriores y frente al río mediante un interior reconfigurado, entradas abiertas de vidrio, y un Wintergarden.
En 2004, GM completó una extensa renovación de 500 millones de dólares del Renaissance Center. Esta incluyó una renovación del hotel. Entre las primeras acciones de GM estuvo la de retirar los arcenes de hormigón frente a la avenida Jefferson. La renovación incluye una pasarela de cristal iluminada que rodea el entresuelo interior para facilitar la circulación, con la adición del Wintergarden que proporciona acceso a la orilla del río y una vista de Canadá. Un pasadizo elevado cubierto por encima de la avenida Jefferson conecta con el Millender Center, el Courtyard by Marriott - Downtown Detroit, y el Coleman A. Young Municipal Center.
El Renaissance Center es propiedad de General Motors. El hotel de la torre central está administrado actualmente por la cadena Marriott y se llama Detroit Marriott at the Renaissance Center. Con 1.298 habitaciones es uno de los hoteles más grandes de Marriott. El restaurante de la azotea (que ya no gira) fue renovado y es operado por el Matt Prentice Restaurant Group's Coach Insignia. Sirve vinos Coach, un producto de la familia Fisher cuyo legado incluye Fisher Body, nombre que es parte de la historia de GM.
La renovación del Renaissance Center prevé la posibilidad de desarrollo continuado y restauraciones por toda la ciudad. Los críticos arquitectónicos han promocionadao la arquitectura de la ciudad como una de las mejores de América.
En julio de 2010, Blue Cross Blue Shield of Michigan anunció planes de alquilar 435 245 pies cuadrados (40 436 m²) de Tower 500 y Tower 600 y trasladar a 3.000 de sus empleados desde su edificio en Southfield, Míchigan.

## Localización

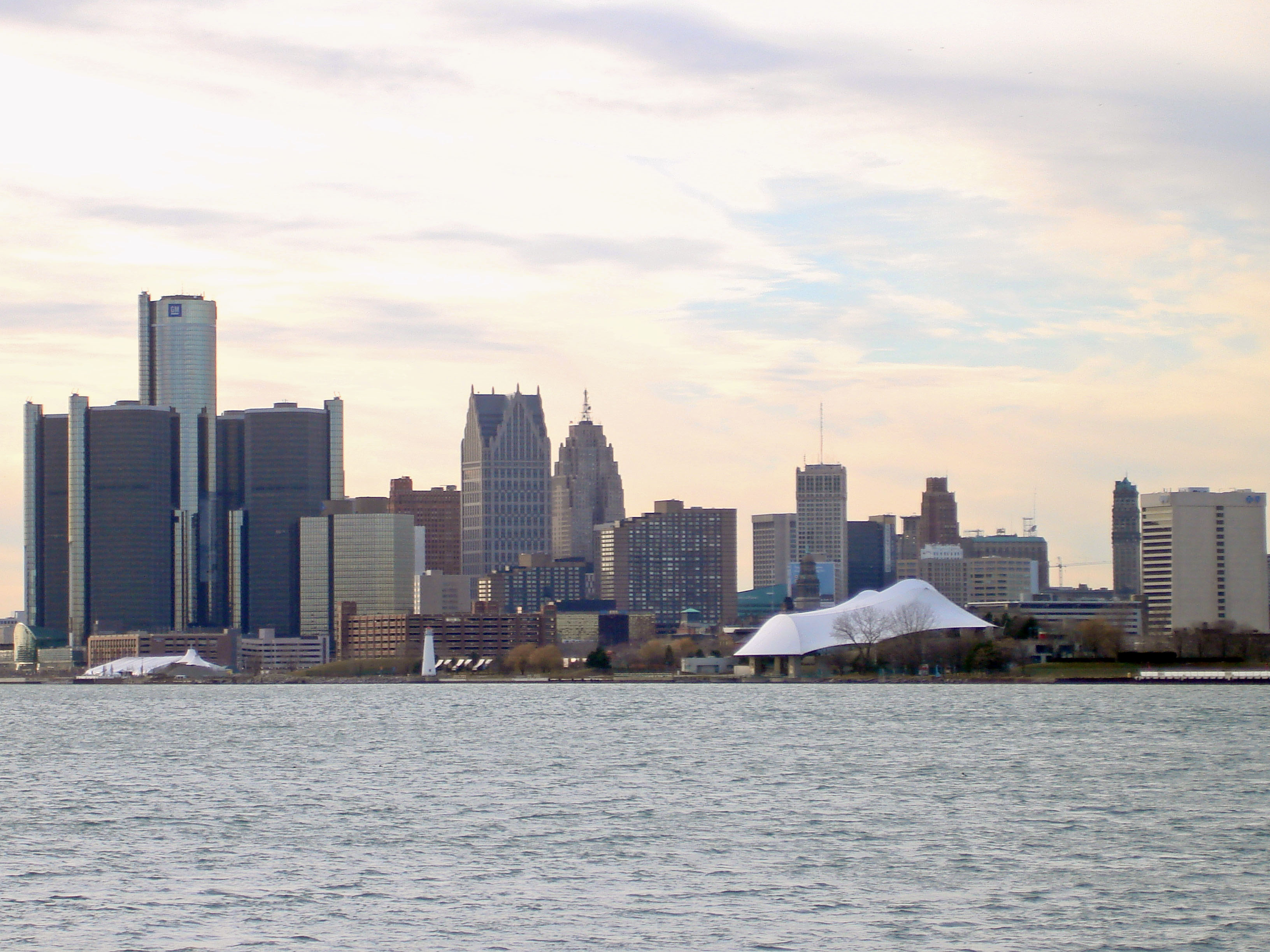
Vista de la Detroit International Riverfront desde Belle Isle.

La arquitectura moderna del Renaissance Center equilibra el panorama urbano de la orilla del río, un elemento frecuente en fotografía, tomada desde la ciudad canadiense de Windsor, Ontario. Desde la parte superior del Restaurante Coach Insignia del Renaissance Center, los clientes pueden mirar hacia abajo las agujas neogóticas del One Detroit Center y los rascacielos y estadios del Distrito Financiero. La vista desde la parte superior se extiende 30 millas (48 km) en todas direcciones. La Facultad de Derecho de la Universidad de Detroit Misericordia está situada justo al otro lado de la avenida Jefferson. Una pasarela peatonal por encima de Jefferson conecta el complejo con el Millender Center y lleva hasta el Coleman A. Young Municipal Center. Hart Plaza, Cobo Center (sede del Salón del Automóvil de Detroit) y Joe Louis Arena, estadio de los Detroit Red Wings, están varias manzanas hacia el oeste. Comerica Park y Ford Field, estadios de los Detroit Tigers y Detroit Lions, respectivamente, están aproximadamente una milla al norte. La entrada estadounidense del Túnel Detroit-Windsor aparece al lado del límite oeste del Renaissance Center. Denbtro del edificio se encuentra la estación Renaissance Center del Detroit People Mover.

## En la cultura popular

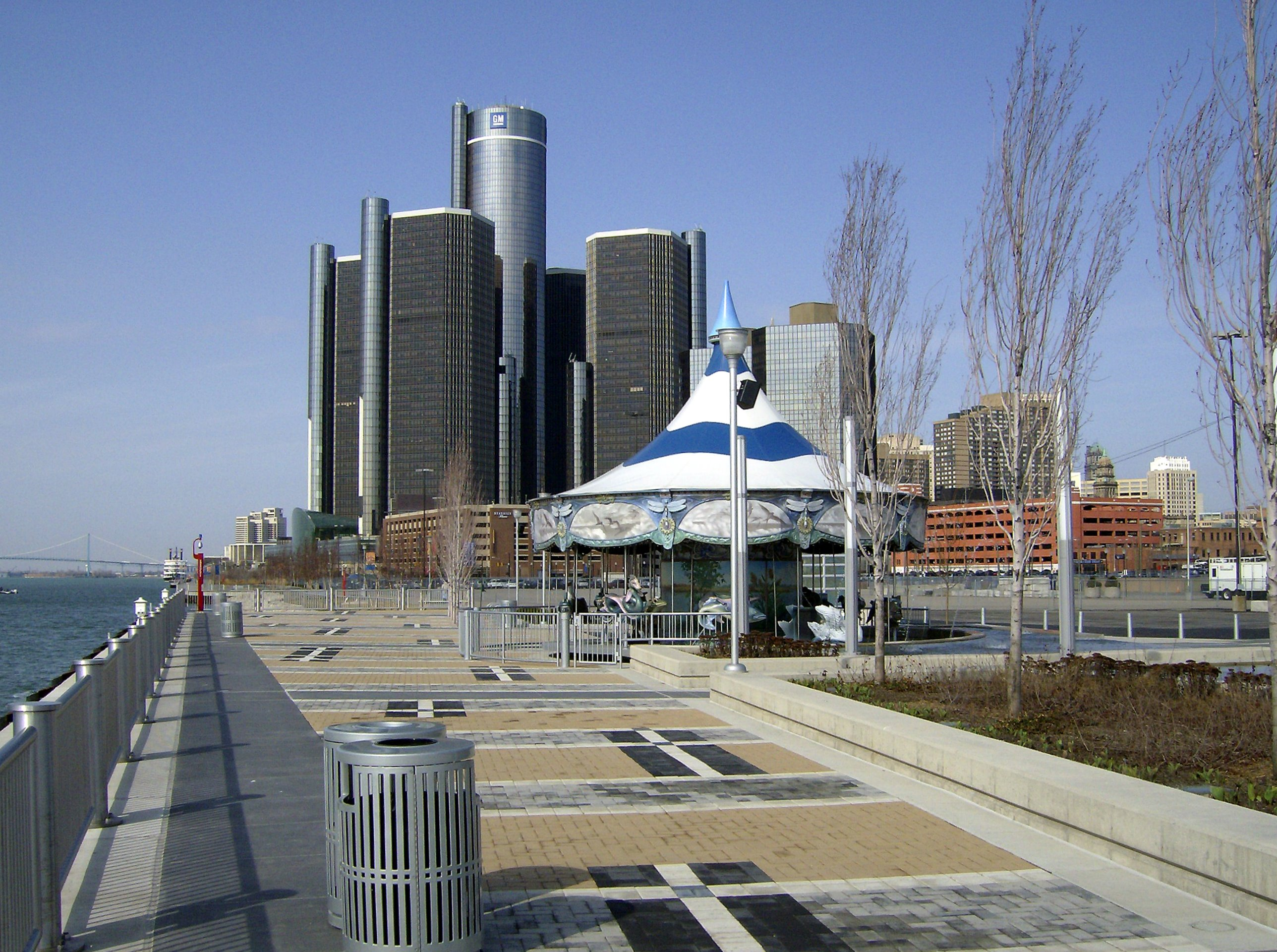
International Riverfront y el carrusel de Rivard Plaza.

El Renaissance Center aparece en la película Action Jackson (1988).
En la película de 1989 Collision Course, protagonizada por Jay Leno y Pat Morita, el Renaissance Center aparece cuando los personajes de Morita y Leno se encuentran por primera vez; Morita es considerado sospechoso y perseguido por el hotel.
En la adaptación al cine de 1990 Presumed Innocent, hay una vista de Detroit al principio de la película que muestra claramente al Renaissance Center, rodada desde al otro lado del río en Windsor, Ontario.
El Renaissance Center aparece en la película Grosse Pointe Blank (1997).
En la adaptación al cine de Out of Sight de Steven Soderbergh de 1998, los principales personajes se encuentran en el restaurante giratorio de la azotea del Renaissance Center. La escena fue grabada en la ubicación.
La película de 1999 Detroit Rock City tiene vistas del Renaissance Center, que hubiera estado recién construido en 1978, año en el que está ambientada la película.
En 2004, el Renaissance Center apareció en la película de Kevin Costner y Joan Allen The Upside of Anger. El personaje de Costner hace de DJ para WRIF 101 FM, una radio real de rock de Detroit, cuyo estudio (en la película) está en el Renaissance Center. 
Para el partido de las estrellas de las Grandes Ligas de Béisbol de 2005, que fue jugado en el Comerica Park de Detroit, la torre central del Renaissance Center fue envuelta con una imagen de una gran abolladura de pelota de béisbol en la torre, con "4,612 FT" escrito debajo para indicar la distancia desde el estadio Comerica Park. Para la Super Bowl XL, celebrada en el Ford Field de Detroit el 5 de febrero de 2006, se envolvió un gran logo de la National Football League alrededor de la torre central, justo debajo del logo de GM. El Renaissance Center albegó también a los principales medios para la Super Bowl XL. GM ofreció el Wintergarden como lugar para el Fash Bash anual, un evento de moda y recaudación de fondos coordinado por el Detroit Institute of Arts.
El vídeo musical de Kid Rock de 2008 de "Roll On" incluyó el Renaissance Center junto con varias otras estructuras famosas de Detroit. El Renaissance Center apareció en el episodio La Tierra sin humanos "Caminos hacia ninguna parte" del History Channel. Las réplicas del Renaissance Center se han convertido en souvenirs, junto con otros rascacielos de Detroit.
En 2010, el complejo fue incluido en la portada del séptimo álbum de Eminem Recovery.
El Renaissance Center, junto con otros monumentos de Detroit, aparece frecuentemente en el drama de televisión de 2010 Detroit 1-8-7.
En noviembre de 2011, en un libro de Adrian Humphreys titulado The Weasel: a Double Life in the Mob, el ex chófer de Jimmy Hoffa y un mafioso asociado Marvin "Comadreja" Elkind afirmó que Hoffa está enterrado en los cimientos de Renaissance Center.

## Arquitectura
La pieza central es el hotel de lujo de 73 plantas y 727 pies (221,5 m) de altura con 1.246 habitaciones y 52 suites (1.298 habitaciones totales). Su altura se mide desde la entrada principal al Wintergarden en la calle Atwater en frente de la International Riverfront, donde el complejo mide 14 pies (4,27 m) más. Enteramente propiedad de General Motors, el complejo tiene 5 552 000 pies cuadrados (515 800 m²) de espacio. El complejo Renaissance Center se eleva desde una parcela de 14 ha (5,7 ha). El complejo está diseñado en estilo moderno con el cristal como material principal.

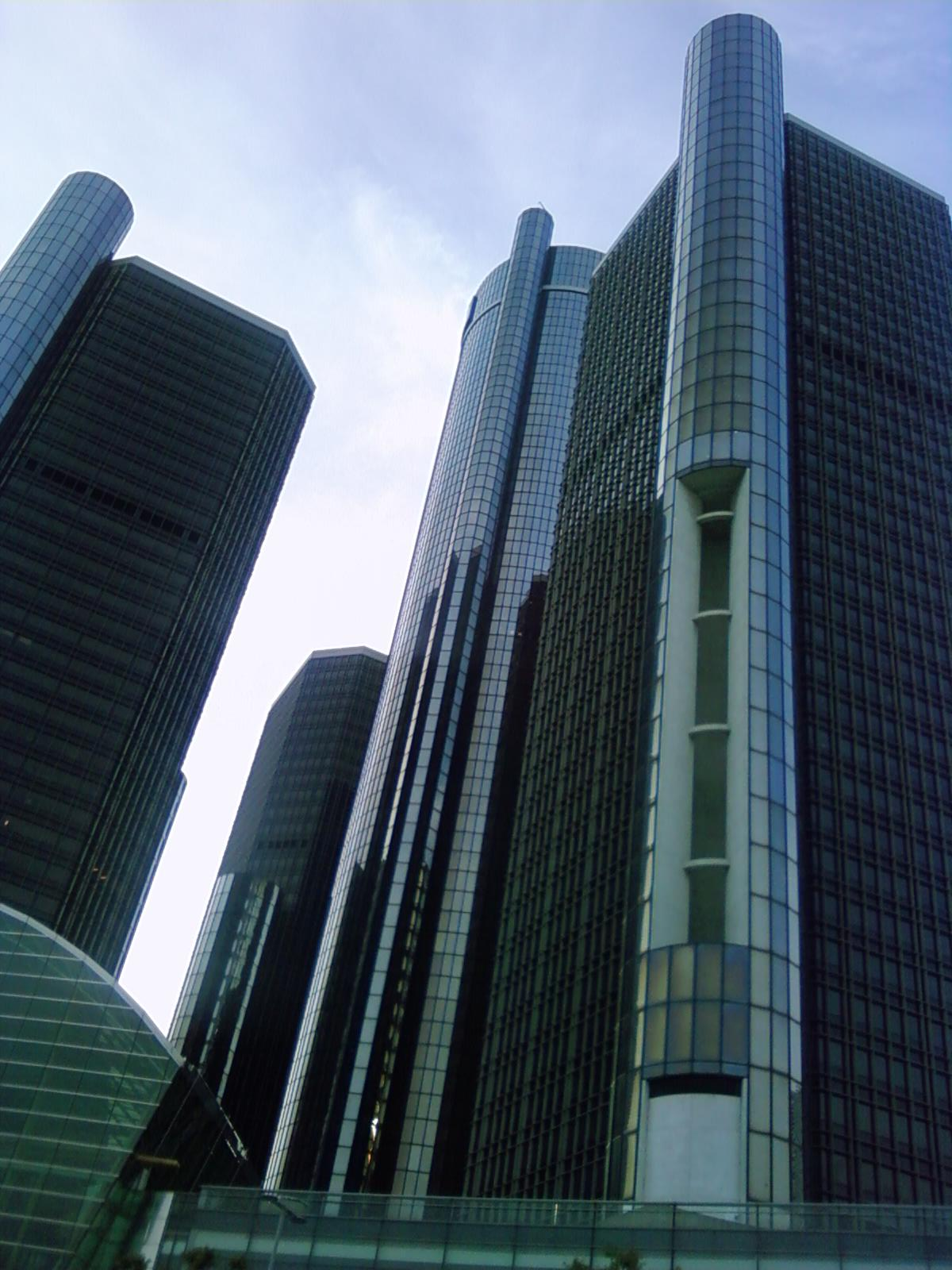
Renaissance Center visto desde el Riverfront

Famoso por su diseño cilíndrico, el diámetro de la torre central es 188 pies (57 m). Una pasarela de cristal iluminada en el entresuelo rodea la base de la torre cilíndrica para facilitar la navegación. Esta pasarela circular tiene aproximadamente 12 pies (4 m) de anchura y tiene una circunferencia de aproximadamente 660 pies (200 m) o aproximadamente un octavo de una milla. El diámetro de la pasarela circular es aproximadamente 210 pies (60 m). Conecta a varias otras pasarelas del complejo. El atrio Wintergarden de cinco plantas conduce a la zona central, que tiene un atrio de ocho plantas con estanques artificiales, balcones de hormigón redondeados, y terrazas. Las plantas 71 a 73 incluyen el Coach Insignia, un restaurante de lujo con una sala de estar/planta de observación donde la vista se extiende más de 30 millas (50 km). El hotel no tiene plantas con los números 7, 8 y 13. El hotel incluye un importante centro de conferencias con 100 000 pies cuadrados (10 000 m²) de espacio de reuniones incluyendo el salón de baile Renaissance, para más de 2.200 huéspedes con 26 000 pies cuadrados (2400 m²) para eventos, uno de los más grandes de Estados Unidos.
John Portman diseñó la roseta de cinco edificios con espacios interiores. En 1977, la torre central abrió como el hotel más alto del mundo. Se mantiene como el hotel más alto en el Hemisferio Oeste. Los cilindros pequeños en los lados de todas las torres albergan los ascensores. Las cuatro torres de oficinas de 39 plantas circundantes (100-400) alcanzan los 522 pies (159 m) de altura cada una y tienen una superficie total de 2 200 000 pies cuadrados (200 000 m²). Cada una de estas torres tiene un podio de cinco plantas con 165 000 pies cuadrados (15 300 m²) de espacio comercial con un total de 660 000 pies cuadrados (61 000 m²). Una parte del atrio central alberga GM World, una exposición de vehículos de GM. Dos torres de 21 plantas (500-600), diseñadas por Portman y construidas en 1981, tienen una altura de 339 pies (103 m). GM consiguió el control de Towers 500 y 600 en 2001. Tower 500 tiene 307 300 pies cuadrados (28 550 m²) de oficinas y 14 485 pies cuadrados (1346 m²) de espacio comercial. Tower 600 tiene 304 200 pies cuadrados (28 260 m²) de oficinas y 35 730 pies cuadrados (3319 m²) de espacio comercial.
Towers 100 y 200 están en la avenida Jefferson. Towers 300 y 400 están en la entrada principal Wintergarden/Atwater Street en frente de la International Riverfront. Tower 200 contiene Riverfront 4, un cine de cuatro pantallas, en la tercera planta de la torre. The Renaissance Club, un club privado fundado por Henry Ford II en 1987, se sitúa en la planta 36 de la torre. El Centro de Conferencias GM Renaissance se sitúa en la planta segunda de Tower 300.
En diciembre de 2001, se inauguró el atrio comercial General Motors Wintergarden. Diseñado por Skidmore Owings & Merrill, tiene una altura de 103 pies (31.39 m) dando acceso directo a la International Riverfront. Además, el atrio de cinco plantas Wintergarden, añadido en 2001, tiene 150 000 pies cuadrados (14 000 m²) dedicados a comercios con 40 000 pies cuadrados (0 m²) de espacio contiguo de exposiciones, que fue usado por los medios durante la Super Bowl XL.
El diseño es coherente con los temas de la arquitectura brutalista, especialmente en la fuerte masificación de hormigón en las plantas más bajas. Pero la renovación de 2001 ha suavizado estas características.

### Renovación

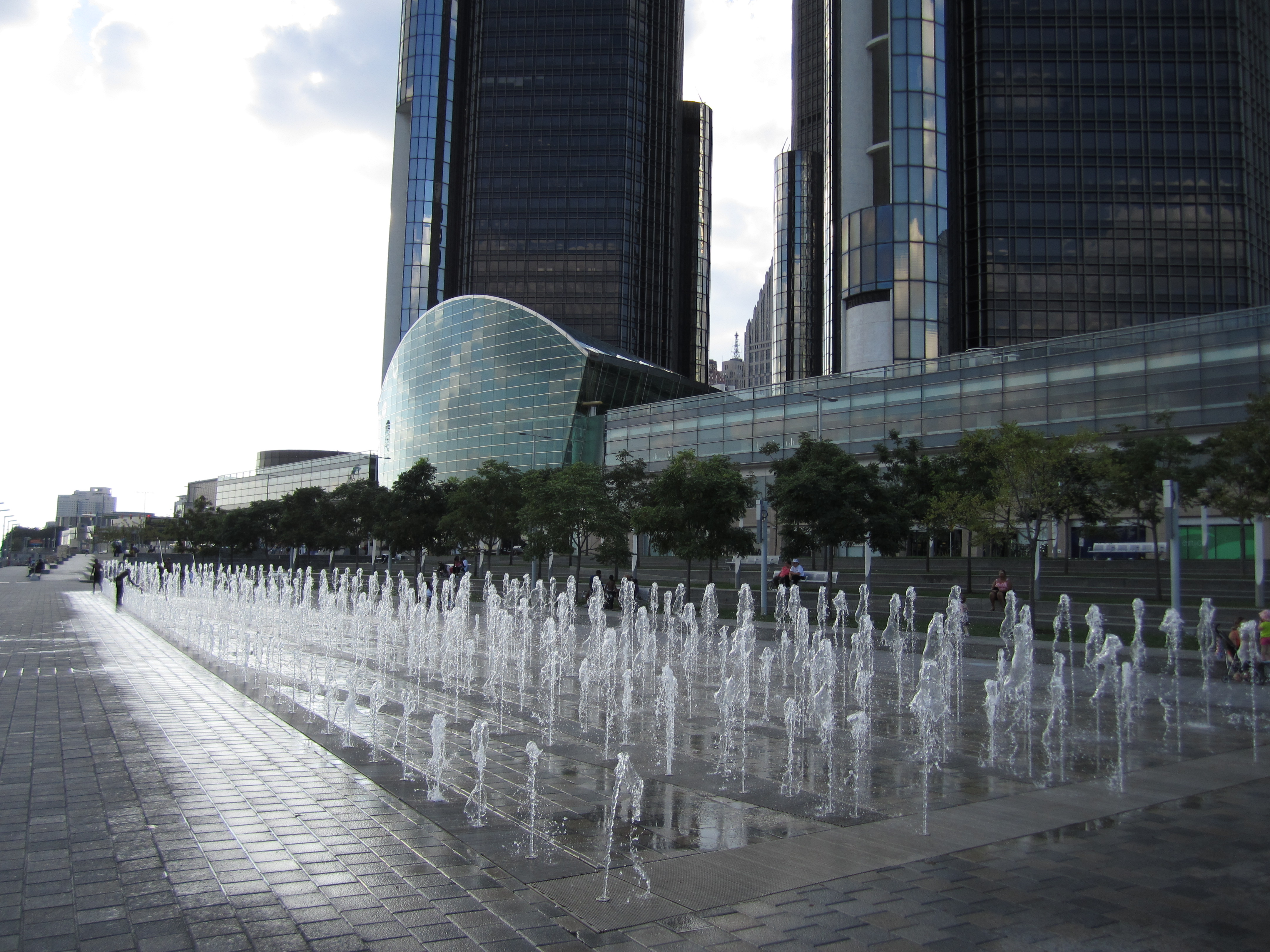
GM Plaza y Promenade en el Renaissance Center a lo largo de la International Riverfront.

El proyecto de renovación incluyó el trabajo de muchos arquitectos diferentes como Skidmore, Owings & Merrill de Chicago, SmithGroup de Detroit, la oficina de Detroit de Gensler, y Ghafari Associates de Dearborn que hizo la renovación de las torres de oficinas. La mayoría de las operaciones de construcción fueron dirigidas por Turner Construction Company. El cristal y el acero del Wintergarden, el lobby de entrada y la pasarela de cristal del entresuelo fueron aportados por Mero. El coste de la renovación no incluye el coste de reconfigurar las calles alrededor del Renaissance Center o el coste del parquet en la International Riverfront.
La renovación del Renaissance Center completada en 2003 ha ayudado a mejorar la economía de Detroit. Juntos, la renovación de GM del Renaissance Center y el Detroit Riverwalk excedió los 1000 millones de dólares; el proyecto constituyó una importante inversión en el centro. Más de 10.000 personas (de las cuales 6.000 son empleados de GM) trabajan en el complejo. Cerca de 2.000 trabajadores estatales ocupan ahora las antiguas oficinas de GM, el restaurado Cadillac Place, en el histórico distrito New Center.

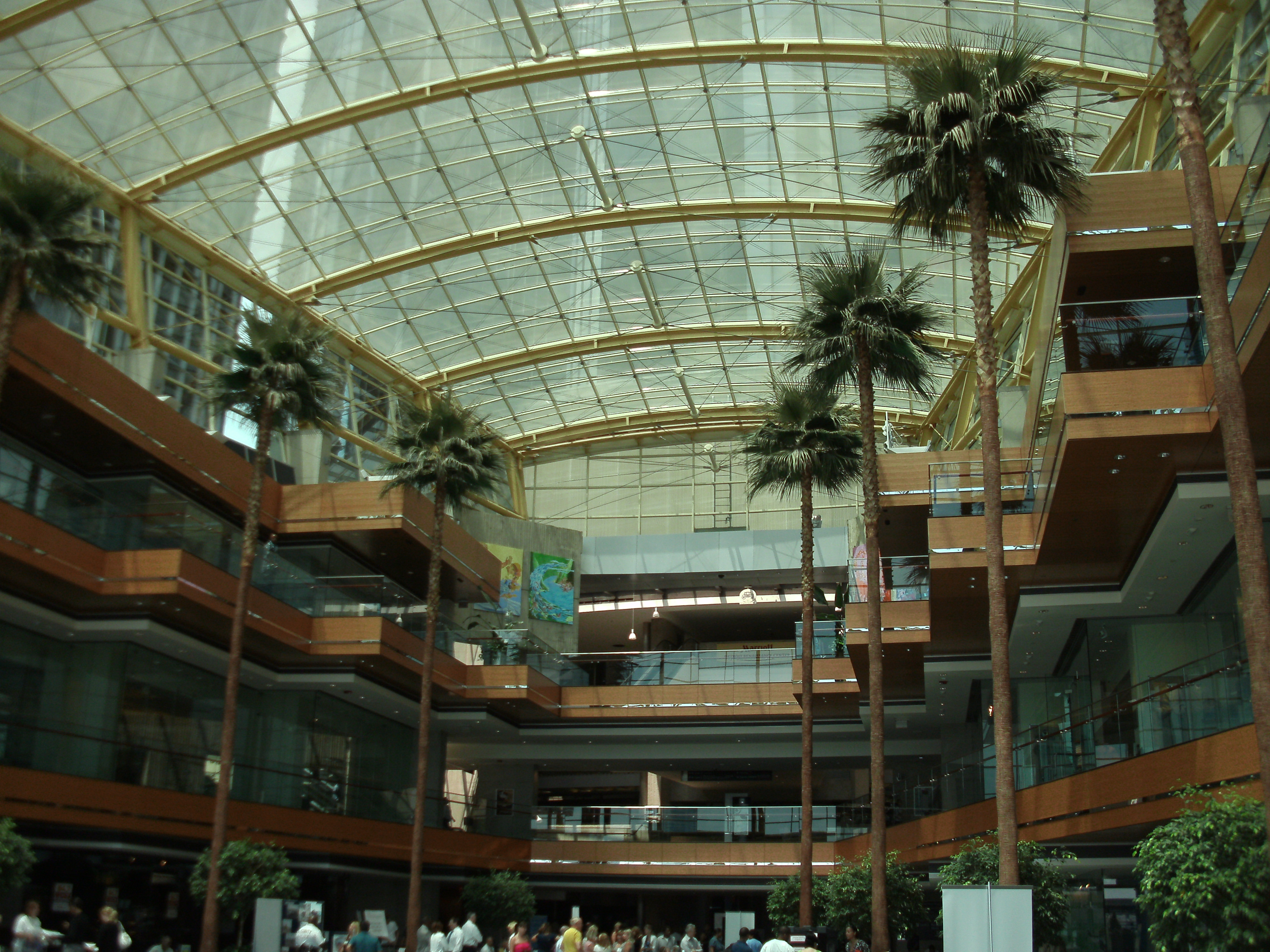
The Wintergarden fue añadido al Renaissance Center en 2001, junto con tiendas y restaurantes.

El atrio Wintergarden fue añadido al Renaissance Center frente a la Riverfront y ofrece vistas panorámicas de Windsor. El complejo conecta oficinas, el hotel, tiendas especializadas, restaurantes, un club de jazz, y un cine. Una entrada de cristal para los peatones ha sustituido a los antiguos arcenes de hormigón en la avenida Jefferson. La renovación proporciona la exposición de coches GM World, un hotel restaurado, un restaurante en la azotea renovado, y la adición del logo de GM en la corona que remata el edificio. La construcción de la pasarela de cristal iluminada facilita la circulación rodeando el entresuelo. Hines completó la renovación de Towers 500 y 600 para GM en 2004.
The Riverfront Promenade fue inauguarada el 17 de diciembre de 2004, y ayudó a marcar el comienzo de un retorno a los usos recreativos en la Detroit International Riverfront. GM jugó un papel clave en la transformación del este de la Riverfront con una donación de 135 millones de dólares a la Detroit Riverfront Conservancy para el desarrollo de una ribera del río de clase mundial planeada en 559 millones, que incluía 50 millones de la Kresge foundation. Con la adición de varios restaurantes importantes y comercios al complejo – como JoS. A. Bank Clothiers, Seldom Blues, y un cine– el RenCen ha empezado a redefinir Detroit una vez más para una nueva generación. En 2011, la Autoridad Portuaria del Condado Detroit Wayne abrió su nuevo muelle de cruceros y una terminal de pasajeros en Hart Plaza, al lado del Renaissance Center. Los bonos de la Autoridad Portuaria financiaron otro aparcamiento de 1.500 plazas al lado del Renaissance Center. Río arriba, el Hotel Roberts Riverwalk se sitúa frente al este de la Riverfront. Además de la continuación gradual del paseo de la orilla del río, otros proyectos planeados que complementan el Renaissance Center continúan a lo largo de la International Riverfont, lo que incluye condominios de lujo, una terminal de cruceros de pasajeros, comercios, y lugares de ocio.
En 2011, el Renaissance Center añadió iluminación con LED de color en la parte superior de sus torres (Towers 500 y 600 utilizan focos azul tradicionales para iluminar sus últimas plantas). General Motors añadió un gran logo iluminado que también muestra las divisiones de GM. El logo animado e iluminado con bandas de luces de color alrededor de la torre puede usarse para apoyar ciertos eventos y pueden ser visto desde Comerica Park, estadio de los Detroit Tigers. La renovación del centro de convenciones y exhibiciones Cobo Center incorpora iluminación similar de neón azul a lo largo de la orilla del río.

### Detalles técnicos
| Edificio                                                    | Imagen    | Año       | Plantas     | Altura pies / m  | Superficie sq feet / m²                                                                                              | Principales ocupantes |
| ----------------------------------------------------------- | --------- | --------- | ----------- | ---------------- | --- | --- |
| Detroit Marriott at the Renaissance Center. (torre central) |           | 1977 2004 | 73          | 727 / 221,5      | 1.812.000 / 168.300 (estimado)                                                                                       | Hotel Marriott con el restaurante Coach Insignia en la azotea.                                                              |
| Suroeste- Tower 100                                         |           | 1977 2004 | 39          | 522 / 159        | 550.000 / 51.100 | General Motors, HP Enterprise Services, Servicio Postal de los Estados Unidos.                                              |
| Noroeste - Tower 200                                        | 1977 2004 | 39        | 522 / 159   | 550.000 / 51.100 | Sede de GM Financial y Deloitte.                                                                                     | |
| Noreste - Tower 300                                         |           | 1977 2004 | 39          | 522 / 159        | 550.000 / 51.100 | General Motors. El Centro de Conferencias Renaissance de la planta 2 contiene 20 000 ft² (2000 m²) de espacio de reuniones. |
| Sureste - Tower 400                                         | 1977 2004 | 39        | 522 / 159   | 550.000 / 51.100 | General Motors, OnStar, Consulado General de Japón.                                                                  | |
| Podium structures beneath Towers 100-400                    |           | 1977 2004 | 5           | 103 / 31,39      | 660.000 / 61.300 | GM World, espacio de exhibiciones y comercios Cine de cuatro pantallas.                                                     |
| Tower 500                                                   |           | 1981 2004 | 21          | 339 / 103        | 320.000 / 29.700 | Blue Cross Blue Shield of Michigan. Incluye 14 845 ft² (1379 m²) de espacio comercial.                                      |
| Tower 600                                                   | 1981 2004 | 21        | 339 / 103   | 340.000 / 31.600 | Blue Cross Blue Shield of Michigan y Consulado General de Canadá. Incluye 35 730 ft² (3319 m²) de espacio comercial. | |
| Wintergarden y tiendas                                      |           | 2001      | 5           | 103 / 31,39      | 150.000 / 14.000 | Tiendas y restaurantes. |
| Atrio Wintergarden                                          | 2001      | 5         | 103 / 31,39 | 40.000 / 3700    | Entrada principal y espacio de exhibiciones.                                                                         | |
| Entresuelo                                                  |           | 1977 2004 | NA          | NA               | 30.000 / 2800 | GM University. |
| Total                                                       |           | 1977 2004 | NA          | 727 / 221,5      | 5.552.000 / 515.800                                                                                                  | Dueño del complejo: General Motors. Administración de propiedad: CBRE.                                                      |

## Ocupantes notables
Level A Food Court
- Arby's Unit #7226[32][33]

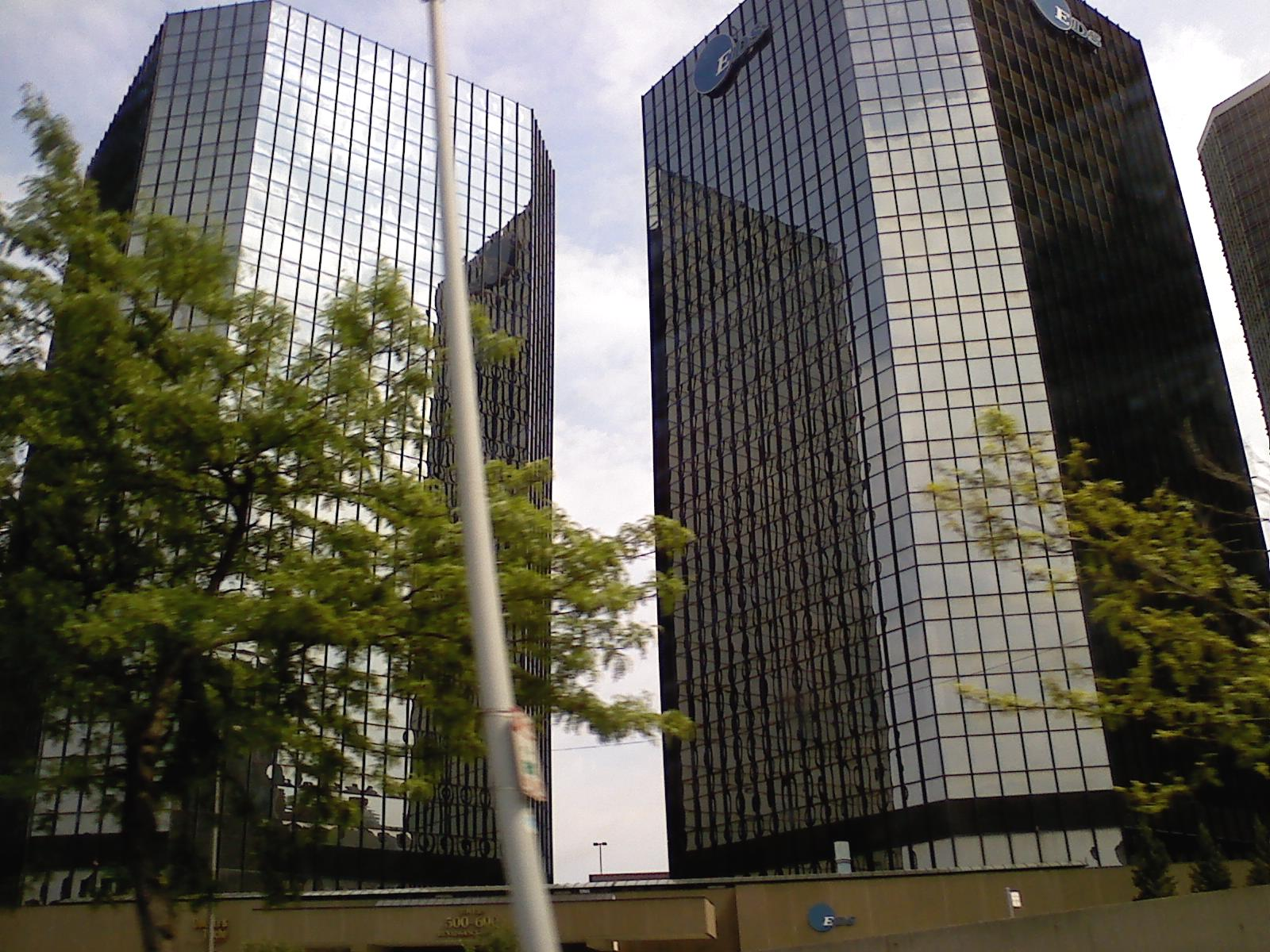
Towers 500 y 600 de Renaissance Center.

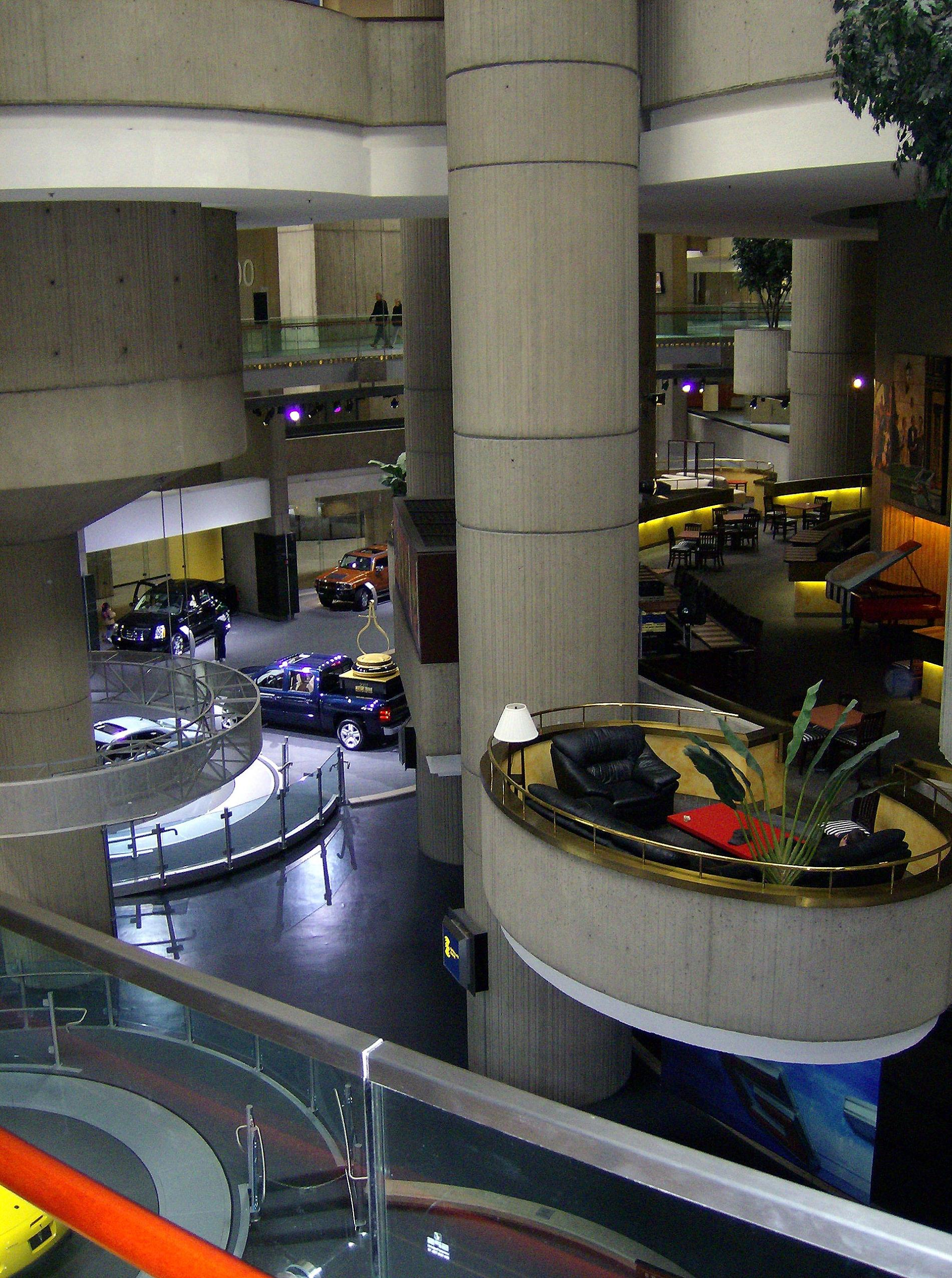
Restaurante del Hotel Marriott.

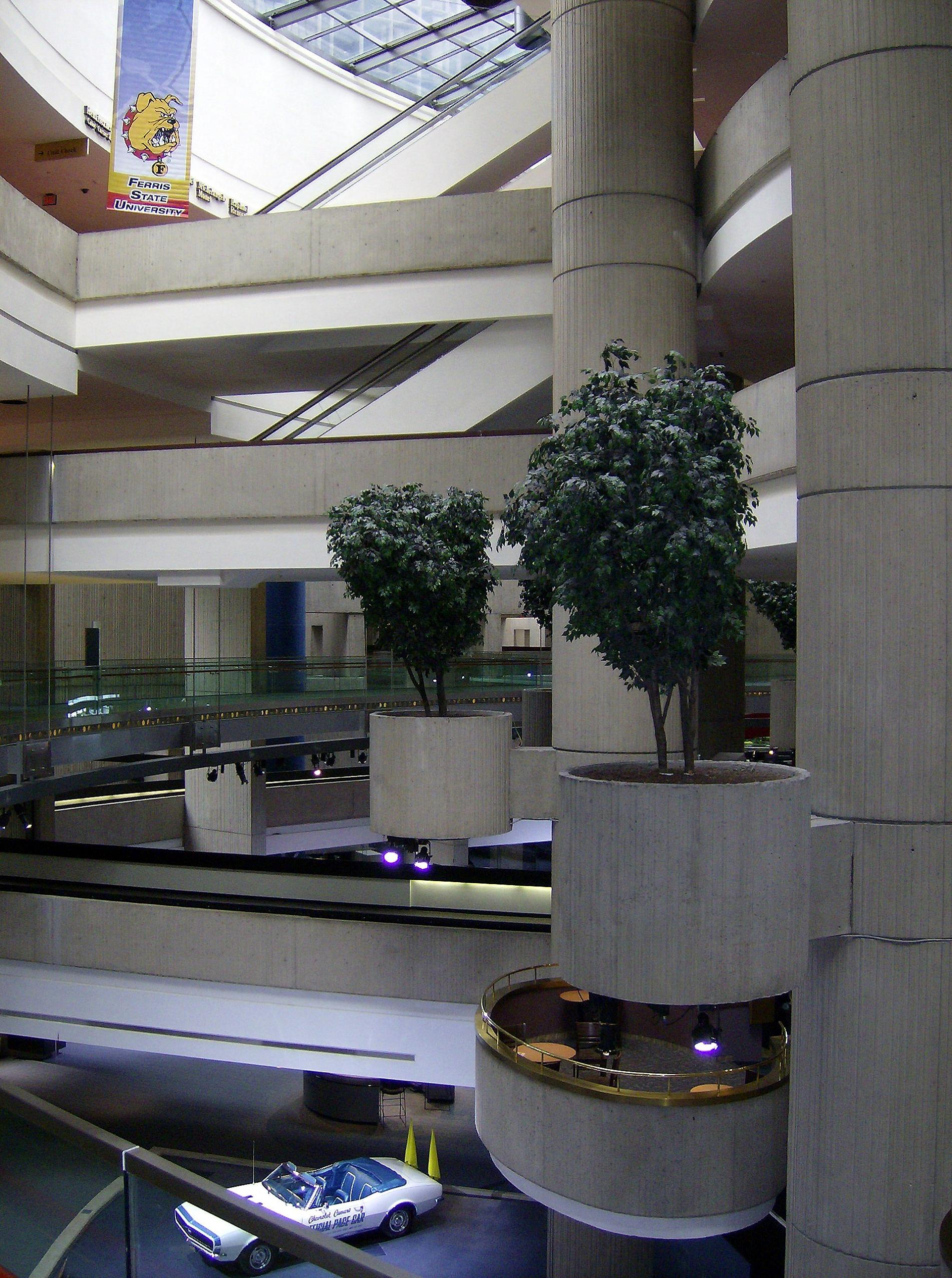
Vista de las plantas interiores.

- Burger King #13332 (A-1042, abrió en agosto de 1984)[34][35]
- McDonald's[36]
- Subway (A203, Tower 200)[37][38]

Tower 100
- Bank of America
- Chase
- Comerica Bank
- Jos. A. Bank Clothiers
- Au Bon Pain
- Servicio Postal de los Estados Unidos: Oficina de correos de Renaissance Center
- HP Enterprise Services oficina administrativa (plantas 5-7)

Tower 200
- Gateway Newsstands
- CVS/pharmacy
- Riverfront 4 Theatres
- Restaurante Coach Insignia – ascensor a la última planta de la torre central accessed on level 3
- Deloitte

Tower 300
- Cherilynn's Gold Crown Hallmark
- GMAC Insurance
- GM University - Planta 2
- Centro de Conferencias Renaissance
- Coach Insignia - elevator to central tower accessed on level 3

Tower 400
- Seldom Blues Jazz & Supper Club
- Consulado General de Japón en Detroit[30]
- Dykema Gossett World Headquarters
- Tienda de regalos turísticos Pure Detroit/The GM Collection Store

Tower 500
- Blue Cross Blue Shield of Michigan

Tower 600
- Blue Cross Blue Shield of Michigan
- Consulado General de Canadá en Detroit situado en la Suite 1100.[31]

Marriott International
GM Wintergarden
- Andiamo Detroit Riverfront

## Más información
- Desiderio, Francis, “‘A Catalyst for Downtown’: Detroit’s Renaissance Center,” Michigan Historical Review, 35 (Spring 2009), 83–112
- Fisher, Dale (2003). Building Michigan: A Tribute to Michigan's Construction Industry. Grass Lake, MI:  Eyry of the Eagle Publishing. ISBN 1-891143-24-7.
- Poremba, David Lee (2003). Detroit: A Motor City History. Arcadia Publishing. ISBN 0-7385-2435-2.
- Woodford, Arthur M. (2001). This is Detroit 1701-2001. Wayne State University Press. ISBN 0-8143-2914-4.